# Coastal Union FC
El Coastal Union es un equipo de fútbol de Tanzania que juega en la Liga tanzana de fútbol, la liga de fútbol más importante del país.

## Historia
Fue fundado en el año 1948 en la ciudad de Tanga y es uno de los equipos de fútbol más viejos del país y también uno de los más reconocidos como el Azam FC, Young Africans SC, Simba SC y el Yanga SC y es conocido como El Corazón de Tanga por ser el más apoyado de la ciudad, a pesar de que nunca han sido campeones de liga, siendo lo más cercano a ello un subcampeonato en 1988.
Han sido campeones de copa en 2 ocasiones y han estado en 3 torneos continentales, aunque en uno de ellos abandonaron el torneo.

## Palmarés
- Copa Nyerere: 2

1980, 1988

## Participación en competiciones de la CAF
| Temporada | Torneo                       | Ronda | Club                 | Casa  | Visita | Global |
| --------- | ---------------------------- | ----- | -------------------- | ----- | ------ | ------ |
| 1981      | Recopa Africana              | 1     | Gor Mahia FC         | w.o.1 | w.o.1  | w.o.1  |
| 1989      | Recopa Africana              | 1     | Costa do Sol         | 2-3   | 0-2    | 2-5    |
| 2024/25   | Copa Confederación de la CAF | 1     | FC Bravos do Marquis | 0-0   | 0-3    | 0-3    |

1- Coastal Union abandonó el torneo.